# Chaumont (Seine)
Der Chaumont ist ein Fluss im Zentrum von Frankreich, der im Département Seine-et-Marne der Region Île-de-France südöstlich von Paris verläuft.

## Geografie

### Verlauf
Der Chaumont entspringt an der Gemeindegrenze von Le Châtelet-en-Brie und La Chapelle-Gauthier, entwässert generell Richtung Westen durch die Landschaft Brie und mündet nach rund 15 Kilometern im Gemeindegebiet von Vaux-le-Pénil als rechter Nebenfluss in die Seine. Im Unterlauf wird er auch "Noue" genannt und bei der Querung des Stadtgebietes von Vaux-le-Pénil unterirdisch geführt. Im Oberlauf quert er die Autobahn A5 und die Bahnstrecke LGV Sud-Est.

### Durchquerte Gemeinden
(Reihenfolge in Fließrichtung)
- Le Châtelet-en-Brie
- Sivry-Courtry
- Livry-sur-Seine
- Vaux-le-Pénil